# José Vara Llanos
José Vara Llanos o, como se autodenominaba: José Varallanos (Huánuco, 20 de marzo de 1907 - Lima, 31 de diciembre de 1996) fue un historiador y abogado peruano, hermano de Adalberto Vara.
Fue muy conocido por sus obras de historia una de las cuales le tomó dieciocho años para escribirla que se trata del libro "Historia de Huánuco. Introducción para el estudio de la vida social de una región del Perú. Desde la era prehistórica a nuestros días" (1959).

## Biografía
Fue un hombre de estirpe andina, nació en Huánuco, un 20 de marzo de 1907, hijo de doña Nicolasa Llanos Vargas y de don Andrés Vara Cadillo, José a los pocos meses de haber nacido sus padres lo llevaron a la ciudad paternal de la Villa Jesús de Ñucón, en la actualidad distrito de Jesús, actual capital de la provincia de Lauricocha;
 dónde conoció la naturaleza andina hasta 1915 para luego retornar a la ciudad de Huánuco.
Curso sus estudios primarios en la Escuela Primaria del Estado (ubicado en el Jr. Huallayco) y la secundaria en el Colegio Nacional de Minería (actualmente Colegio Nacional “Leoncio Prado”), y sus estudios superiores lo realizó en la Universidad Nacional Mayor de San Marcos Lima, ingresando en 1926 y graduándose de Bachiller en historia, filosofía y letras, asimismo de Bachiller en derecho, abogado y Doctor en Derecho Público.
Ejerció la abogacía en Huancayo de 1937 a 1939, año en que fue detenido y encarcelado por orden del prefecto Jorge Bukingham bajo el segundo gobierno de Óscar Benavides, acusado de editar la revista Altura, que defendía a los campesinos de los latifundistas y gamonales. Asimismo, en 
1940 trabajó en la Dirección de Asuntos Indígenas en la ciudad de Huancayo, cargo al que renunció en el mismo año. Se instaló en Lima, en su oficina ubicada en la Plaza San Martín, ejerciendo su profesión de abogado hasta 1989 cuando, por su avanzada edad, se trasladó a su hogar donde dedicó su tiempo a la investigación de las historias y realidades socioculturales locales hasta el día de su fallecimiento. Desde ahí se gestó y se publicó el Cóndor Pasa, el Harahui y el Yaraví.

## Vida política
En 1956 fue elegido senador por el Departamento de Huánuco como independiente hasta junio de 1962, en su labor parlamentaria legisló la Ley de Expropiación de Paucarbamba, Paucarbambilla y San Luis; la Ley de creación del Instituto Superior Pedagógico "Marcos Durán Martel". En el Congreso Internacional Indio llevado a cabo en el Cuzco aprobaron su moción de declarar a Felipe Guamán Poma de Ayala como "Precursor de la Indianidad Americana". En 1952, envió una carta al alcalde del Concejo Provincial de Huánuco, dándole a conocer la culminación de su monumental obra (Historia de Huánuco) y además buscando apoyo económico para su publicación, el cual recibió indiferencia, entonces expresó la siguiente frase: Dime que haz hecho por Huánuco y te diré quién eres huanuqueño (Actualidad, Año I N° 21 4 de marzo de 1952); asimismo, tiene pensamientos como: Un hombre en el Poder vale por 30 hombres, fuera de ese Poder no vale ni por medio hombre; Los indios nacemos viejos y morimos jóvenes, mientras los blancos nacen niños y mueren viejos.

## Obras
José Varallanos dejó una extensa producción bibliográfica. Sus obras principales son:
- Huancayo: Síntesis de su historia (1944).
- Historia de Huánuco. Introducción para el estudio de la vida social de una región del Perú. Desde la era prehistórica a nuestros días (1959).
- El cholo y el Perú. Introducción al estudio sociológico de un hombre y un pueblo mestizos y su destino cultural (1962).
- El caudal de los años. Poesía y versos (1972).
- Guaman Poma de Ayala (1979).
- El Cóndor pasa. Vida y obra de Daniel Alomia Robles (1988).
- El Harahui Y El Yaravi. Dos canciones populares peruanas (1989).

### Obra inconclusa
Dr. José Varallanos no culminó de escribir la obra histórica - "Huánuco en la Guerra con Chile", que se encontraba en un 80% de su estudio, dedicándolo más de cuatro años de trabajo de investigación conjunta en su biblioteca personal.

## Muerte
José Varallanos dejó de existir en diciembre de 1996, consecuencia de un infarto al corazón, ingresando por segunda vez al Hospital "Edgardo Rebagliatti Martins".